# Wilfried Yeguete
Wilfried "Will" Yeguete (Pessac, Aquitania, 16 de octubre de 1991) es un jugador de baloncesto francés que pertenece a la plantilla del Le Mans Sarthe Basket del LNB Pro A francesa. Con 2,03 metros de estatura, juega en la posición de ala-pívot.

## Trayectoria deportiva

### Universidad
Jugó cuatro temporadas con los Gators de la Universidad de Florida, en las que promedió 4,1 puntos y 4,9 rebotes por partido.

### Profesional
Tras no ser elegido en el Draft de la NBA de 2014, regresó a Francia para fichar por el STB Le Havre de la Pro A, la primera división del baloncesto galo. Jugó una temporada en la que promedió 5,0 puntos y 5,4 rebotes por partido.
Al año siguiente firmó contrato por dos temporadas con el ÉB Pau-Orthez, pero solo disputó una de ellas, en la que promedió 8,7 puntos y 8,3 rebotes por partido, siendo elegido como el jugador con mejor progresión de la liga.
En junio de 2016 fue traspasado al Le Mans Sarthe Basket, equipo con el que firmó por tres temporadas. En la primera de ellas promedió 7,5 puntos y 7,0 rebotes por encuentro.

## Selección nacional
Yeguete jugó para el equipo nacional francés en el Campeonato Europeo de Baloncesto Sub-20 de 2011 y en la Universiada de 2015. 